# Rolf Steding
Rolf Steding (* 10. Juni 1937 in Oschatz; † 8. Februar 2016) war ein deutscher Rechtswissenschaftler. Nach der Promotion zum Dr. iur. an der Akademie für Staats- und Rechtswissenschaft der DDR (ASR) am 28. Mai 1965 und Habilitation 1974 wurde er 1993 in Potsdam Professor für Bürgerliches Recht und Gesellschaftsrecht an der dortigen Universität.

## Leben

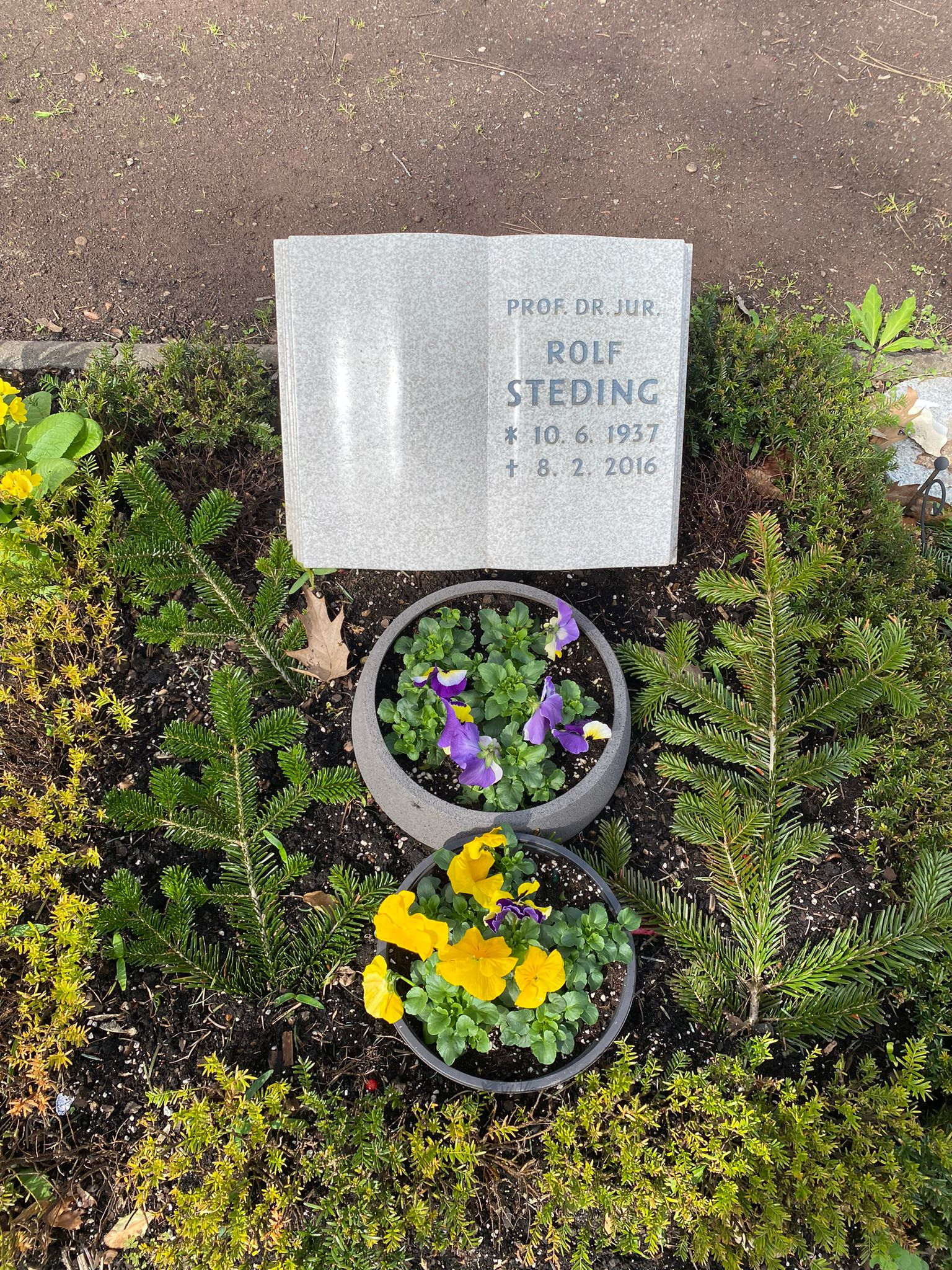
Grabstätte auf dem Alten Friedhof Potsdam

Steding war ein Sohn des Oschatzer Schmiedemeisters Werner Steding und dessen Ehefrau Erna, geborene Bertram. Er besuchte von 1943 bis 1951 die Grundschule und anschließend bis 1955 die Oberschule. Nach dem Abitur in seiner Geburtsstadt studierte er Rechtswissenschaft an der Universität Leipzig. Als Diplom-Jurist wurde er zunächst Justitiar und in der Folgezeit stellvertretender Leiter der Rechtsabteilung in einem  Betrieb für Importe sowie Exporte landwirtschaftlicher Produkte und danach persönlicher Referent eines Staatssekretärs bei der Regierung der DDR. Im Jahre 1964 bekam er eine Stelle als Doktorand (außerplanmäßige Aspirantur) an der Akademie für Staats- und Rechtswissenschaft der DDR und promovierte dort zusammen mit einem weiteren Doktoranden über „Kooperationsbeziehungen bei der Lieferung pflanzlicher landwirtschaftlicher Erzeugnisse für den Export und aus Importen“. Im Jahre 1975 konnte er erfolgreich eine weitere Dissertation (Promotion B) zur rechtlichen Gestaltung der Landwirtschaft in der DDR an der ASR verteidigen.
Im Jahre 1981 wurde er Chefredakteur der juristischen Fachzeitschrift Staat und Recht. Zudem war er Mitglied des Wissenschaftlichen Rates der ASR und an der Akademie der Wissenschaften der DDR (AdW) Angehöriger ihres „Rates für staats- und rechtswissenschaftliche Forschung“.
Am 1. März 1990 wurde die Hochschule für Recht und Verwaltung in Potsdam-Babelsberg aus der Substanz der ASR gegründet und  als ihr Rektor Steding berufen und er blieb es bis zu ihrer Auflösung. Nur Teilbereiche der Potsdamer Hochschule für Recht und Verwaltung blieben bestehen.
Er wurde 1993 zum Universitätsprofessor an der Universität Potsdam für Bürgerliches Recht, Handelsrecht und Gesellschaftsrecht berufen, nachdem er zuvor als Professor für Recht der DDR im Jahre 1991 zum Mitglied des Gründungsausschusses der juristischen Fakultät der neu gegründeten Potsdamer Universität berufen worden war. Von 1996 bis 1998 wirkte er als Prodekan und ebenso als Dekan der Juristischen Fakultät der Universität Potsdam.
Er war Vorstandsmitglied des 1990/1991 an dem an der Humboldt-Universität zu Berlin geschaffenen Institut für Genossenschaftswesen und darüber hinaus bis 2009 Kuratoriumsvorsitzender der Deutschen Hermann-Schulze-Delitzsch-Gesellschaft.

## Persönliches
Steding wurde nach der Wiedervereinigung von einem mitteldeutschen Wochenblatt einmal gefragt, welchen Beruf er einst ergreifen wollte und der nunmehrige Rechtsprofessor antwortete, dass er ursprünglich Theologe werden wollte. Er entschied sich jedoch letztlich  für Rechtswissenschaft „begleitet von dem (Irr)Glauben, dass mittels Recht in der Gesellschaft Gerechtigkeit erreichbar ist.“ Zu seinem Hobby gehörte das Sammeln und Lesen von Biographien solcher Persönlichkeiten wie „Marc Aurel über Goethe bis zu Ernst Barlach.“ Er betrachtete es als ein „Segen für die Menschheit, wenn jemandem die Erfindung gelänge, dass ein völkerrechtlich unerlaubter und ungerechtfertigter kriegerischer Angriff auf ein Land gegen die dafür politisch und militärisch verantwortlichen Kräfte mit aller Macht zurückschlagen würde.“
Er war seit 1964  mit Eva Steding, geborene Lipper, ausgebildete Großhandelskauffrau und später  Schloss- und Parkführerin Stiftung Preußische Schlösser und Gärten Berlin-Brandenburg, verheiratet. Rolf Steding wurde auf dem Alten Friedhof Potsdam beigesetzt.

## Schriften (Auswahl)
- Die Produktivgenossenschaften im deutschen Genossenschaftsrecht. Eine Studie zur Genese und Exegese des § 1 Abs. 1 Ziff. 4 GenG. Göttingen 1995, ISBN 3-525-12805-3.
- mit Jost W. Kramer: Konturen der Genossenschaftsentwicklung in den europäischen Transformationsländern. Berlin 1998, ISBN 3-89404-643-0.
- Handels- und Gesellschaftsrecht. Baden-Baden 2002, ISBN 3-7890-7890-5.
- Genossenschaftsrecht. Baden-Baden 2002, ISBN 3-7890-7831-X.

## Belege
1. ↑  trauer-anzeigen.de
2. ↑  Dirk Breithaupt: Steding, Rolf. In: Rechtswissenschaftliche Biographie DDR. Kiel 1993, DNB 940131013, S. 500 (Hochschulschrift).
3. ↑  Horst Herrling, Rolf Steding: Die Kooperationsbeziehungen bei der Lieferung pflanzlicher landwirtschaftlicher Erzeugnisse für den Export und aus Importen. Potsdam 1965, DNB 481319220.
4. ↑  Neue Rektoren an Hochschulen berufen. In: Neues Deutschland. 15. Februar 1990, S. 8.
5. ↑  Rolf Grawert: Hochschule für Recht und Verwaltung wird Fakultät. In: Neue Zeit. 5. August 1991, S. 17.
6. ↑  Frühere Diplomaten-Kaderschmiede aufgelöst. In: Neue Zeit. 18. Dezember 1990, S. 5.
7. ↑  WIR. Das Genossenschaftsblatt aus Mitteldeutschland. 3/2001, ISSN 1438-1281.
8. ↑  Abdruck des Interviews in: Schriftenreihe. Hermann-Schulze-Delitzsch-Gesellschaft e. V. Heft 19, 2012, S. 17 ff.

| Personendaten    | Personendaten                   |
| ---------------- | ------------------------------- |
| NAME             | Steding, Rolf                   |
| KURZBESCHREIBUNG | deutscher Rechtswissenschaftler |
| GEBURTSDATUM     | 10. Juni 1937                   |
| GEBURTSORT       | Oschatz                         |
| STERBEDATUM      | 8. Februar 2016                 |